# 努尔巴格乡
努尔巴格乡(直译：「light garden」)，是中华人民共和国新疆维吾尔自治区阿克苏地区沙雅县下辖的一个乡镇级行政单位。

## 行政区划
努尔巴格乡下辖以下地区：
勒坎村、英买力村、和谐村、亚当村、努尔巴格村、排先拜巴扎村、苏盖提托喀依村、英阿瓦提村、吐格曼贝希村、阿热勒村、兰帕科瑞克村、吉格代托喀依村、提木村和良种场村。